# Rolf Ripperger

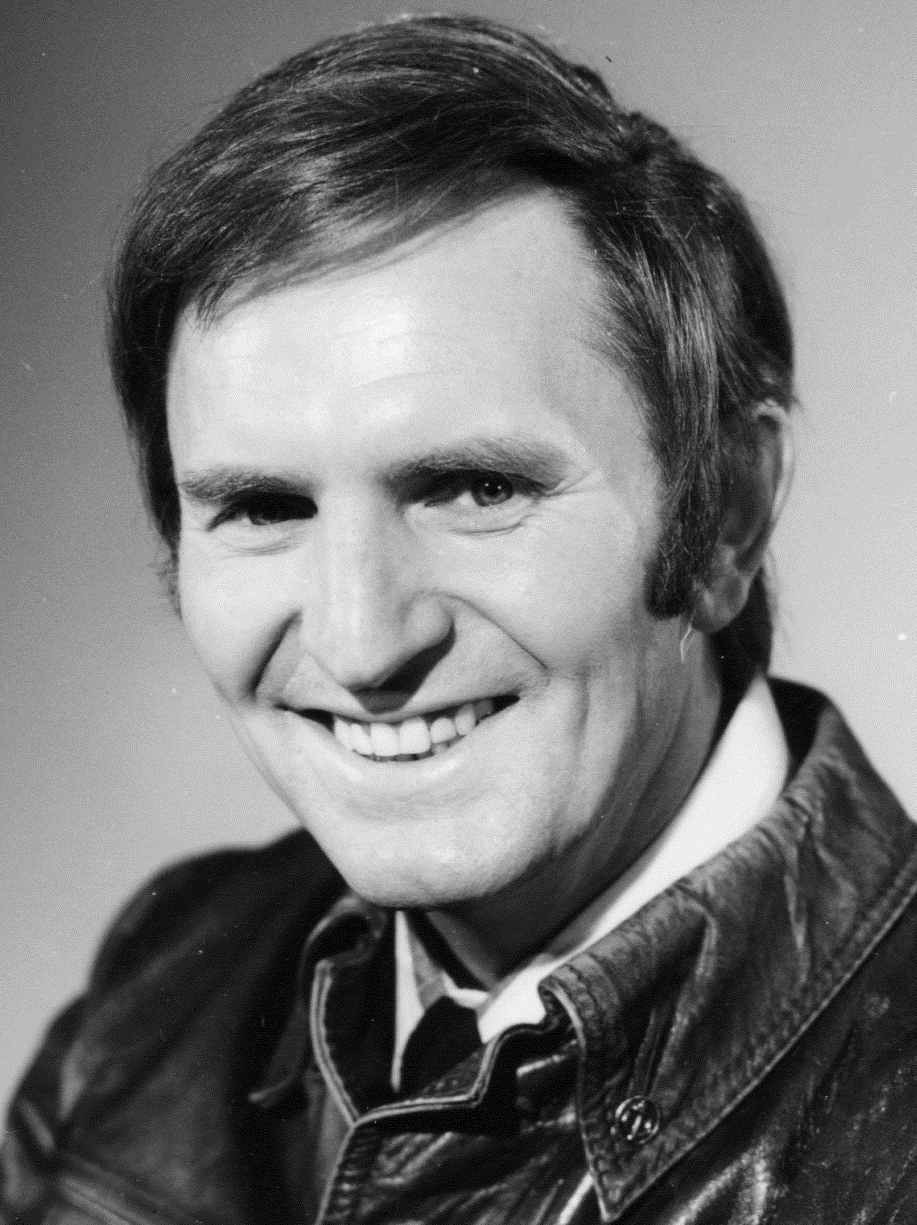
Rolf Ripperger (1974)

Rolf Ripperger (* 18. Februar 1928 in Weimar; † 25. Februar 1975 in Bratislava) war ein deutscher Schauspieler, Kabarettist und Rundfunkmoderator.

## Leben
Rolf Ripperger begann seine Karriere im Jahr 1945 mit Komparsenrollen. Er nahm Schauspielunterricht und spielte in der Folgezeit an Bühnen in Weimar, Rudolstadt, Wittenberg, Halle und Potsdam. In den 1960er-Jahren gehörte er dem Ostberliner Kabarett Lachbrett an und war vielbeschäftigter Sprecher, Moderator und Sportreporter im Rundfunk der DDR.
Ab 1954 übernahm er zahlreiche Rollen in Filmproduktionen der DEFA und des DFF. Besonders häufig trat er in negativ besetzten Nebenrollen auf, etwa 1961 als Nazi-Offizier in der Fernsehserie Gewissen in Aufruhr.

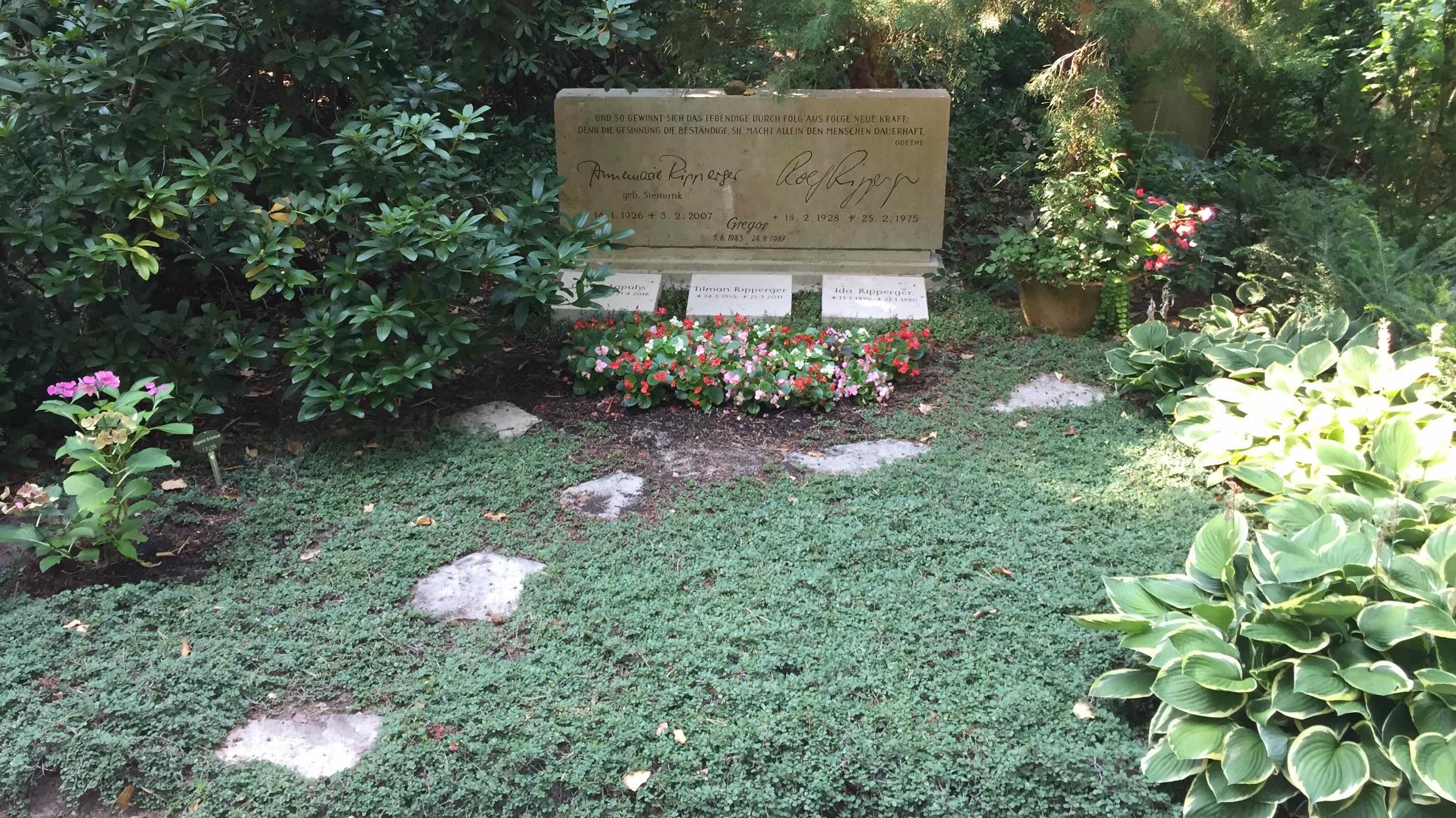
Grab der Fam. Ripperger auf dem Südwestkirchhof Stahnsdorf

Ripperger war mit der Schauspielerin Annemarie Siemank verheiratet. Sein Grab befindet sich auf dem Südwestkirchhof Stahnsdorf.

## Filmografie
- 1954: Kein Hüsung
- 1954: Der Fall Dr. Wagner
- 1956: Mich dürstet
- 1956: Die Fahrt nach Bamsdorf
- 1957: Berlin – Ecke Schönhauser…
- 1957: Sheriff Teddy
- 1958: Tatort Berlin
- 1958: Ein Mädchen von 16 ½
- 1958: Geschwader Fledermaus
- 1958: Das Lied der Matrosen
- 1959: Gefährlicher Freund (Sprecher)
- 1959: Kabale und Liebe
- 1960: Der Moorhund
- 1960: Die schöne Lurette
- 1961: Tiere der Arktis
- 1961: Der Fall Gleiwitz
- 1961: Gewissen in Aufruhr (TV-Serie)
- 1961: Mord an Rathenau (Fernsehfilm)
- 1962: Die Nacht an der Autobahn (Fernsehfilm)
- 1962: Fernsehpitaval: Auf der Flucht erschossen (Fernsehreihe)
- 1962/1990: Monolog für einen Taxifahrer (Fernsehfilm)
- 1963: Jetzt und in der Stunde meines Todes
- 1964: Schwarzer Samt
- 1965: Der Frühling braucht Zeit
- 1966: Lebende Ware
- 1966: Die Söhne der großen Bärin
- 1967: Meine Freundin Sybille
- 1967: Ein Lord am Alexanderplatz
- 1967: Die gefrorenen Blitze
- 1967: Die Fahne von Kriwoj Rog
- 1968: Rote Bergsteiger (TV-Serie, 13 Folgen)
- 1968: Mord am Montag
- 1969: Befreiung
- 1969: Verdacht auf einen Toten
- 1970: Junge Frau von 1914 (Fernsehfilm)
- 1970: Jeder stirbt für sich allein (Fernsehfilm, 3 Teile)
- 1970: Unterwegs zu Lenin
- 1971: KLK an PTX – Die Rote Kapelle
- 1971: Polizeiruf 110: Die Schrottwaage (TV-Reihe)
- 1972: Tecumseh
- 1973: Die Hosen des Ritters von Bredow
- 1973: Die Brüder Lautensack (TV-Serie, 3 Folgen)
- 1974: Wolz – Leben und Verklärung eines deutschen Anarchisten

## Hörspiele
- 1955: Anna Seghers: Das siebte Kreuz – Regie:Hedda Zinner (Rundfunk der DDR)
- 1960: Rolf Schneider: Der dritte Kreuzzug oder Die wundersame Geschichte des Ritters Kunifried von Raupenbiel und seine Aventiuren – Regie: Wolfgang Brunecker (Hörspiel – Rundfunk der DDR)
- 1961: Käte Seelig: Wie es ihm gefällt (Hans Borsdorf) – Regie: Helmut Hellstorff (Hörspiel – Rundfunk der DDR)
- 1968: Hanna Emuth: Reisen und Abenteuer mit Fummel und Bummel (Fummel, ein Spielzeugaffe – Kinderhörspiel – Litera-LP 860 142)
- 1968: Horst Girra: Brennpunkt Autowolf – Regie: Joachim Gürtner (Kriminalhörspiel aus der Reihe Spuren, Teil 6 – Rundfunk der DDR)
- 1970: Horst Bastian: Deine Chance zu leben – Regie: Detlef Kurzweg (Hörspiel – Rundfunk der DDR)
- 1974: Helfried Schreiter: Immer wieder (Erzähler) – Regie: Werner Grunow (Hörspiel – Rundfunk der DDR)